# Coupe de Lettonie de basket-ball
La Coupe de Lettonie de basket-ball (en letton : Latvijas kauss basketbolā) est une compétition de basket-ball lettone organisée annuellement depuis 2020. Elle est organisée par la Fédération de Lettonie. 

## Histoire
La Coupe de Lettonie de basket-ball a été organisée pour la première fois de 1948 à 1952, puis de 1960 à 1994. Après que l'ancien joueur de l'équipe nationale de Lettonie, Kristaps Janičenoks, soit devenu directeur de la Ligue de Lettonie, il rétablit la compétition en 2020. Cependant, en raison de la pandémie de COVID-19, la première saison a été annulée après les premiers matchs.
Lors de la saison 2021-2022, Užavas Beer (Užavas alus) est devenu le sponsor principal du tournoi. Le 7 mars 2022, le VEF Rīga remporte la première édition en battant le BK Ventspils en finale.
Lors de la saison 2022-2023, le VEF Rīga, tenant du titre, bat le BK Liepājas Lauvas en finale.
Le VEF Rīga remporte le trophée pour la troisième année consécutive lors de l'édition 2023-2024.
Le BK Ventspils retrouve la finale pour la première fois depuis la saison inaugurale, mais s'incline à nouveau face au VEF Rīga.

## Format
Toutes les équipes de basket-ball lettones sont autorisées à participer au tournoi, même les équipes amateurs. Les équipes professionnelles rejoignent le tournoi dès les quarts de finale. Le tournoi se déroule selon le format à élimination directe : les équipes s'affrontent en matchs aller-retour, le score cumulé déterminant le vainqueur d'une manche. Ainsi, il peut y avoir égalité au cours d'un même match. La finale se joue en un seul match.

## Palmarès
| Saison | Vainqueur | Score | Finaliste          | Lieu       | Salle                     | MVP de la finale |
| ------ | --------- | ----- | ------------------ | ---------- | ------------------------- | ---------------- |
| 2022   | VEF Rīga  | 74–62 | Ventspils          | Ventspils  | Ventspils Olympic Center  | Alexander Madsen |
| 2023   | VEF Rīga  | 87-66 | BK Liepājas Lauvas | Liepāja    | Liepāja Olympic Center    | Kristers Zoriks  |
| 2024   | VEF Rīga  | 94-69 | Rīgas Zeļļi        | Jelgava    | Zemgale Olympic Center    | Greg Whittington |
| 2025   | VEF Rīga  | 96-81 | BK Ventspils       | Daugavpils | Daugavpils Olympic Center | Issuf Sanon      |